# Clash Royale
Clash Royale là trò chơi chiến thuật kết hợp thẻ bài, bảo vệ tháp canh và nhiều người chơi mạng trên điện thoại thông minh được phát triển và phát hành bởi Supercell, một công ty trò chơi trụ sở ở Helsinki, Phần Lan. Trò chơi này phát hành ở Canada, Hồng Kông, Úc, Thuỵ Điển, Na Uy, Đan Mạch, Iceland, Phần Lan và New Zealand trên nền tảng iOS vào ngày 4 tháng 1 năm 2016. Trò chơi được phát hành trên Android và những nước khác vào ngày 16 tháng 2 cùng năm.
Tại Việt Nam, ngày 04/07/2019, cùng với các trò chơi của Supercell, Clash Royale chính dừng phát hành trên Android và iOS, tất cả tài khoản CH Play và App Store Việt Nam sẽ không thể tải trò chơi, cũng như không thể nhận được các bản cập nhật trong tương lai trừ những tài khoản đã tải trò chơi trước đó, được lưu lại trong lịch sử cài đặt.

## Cách chơi
Clash Royale là một trò chơi điện tử có nhiều người chơi với các trò chơi có hai hoặc bốn người chơi (1v1 hoặc 2v2) trong đó mục tiêu là tiêu diệt số lượng tháp nhiều nhất (trong ba phút trong trò chơi), với sự phá hủy của "Tháp vua" là một chiến thắng tuyệt đối. Sau ba phút, nếu như số lượng tháp của hai đội bằng nhau, trận đấu sẽ tiến vào Sudden Death Time và người chơi phá hủy một tháp của đối phương sẽ thắng ngay lập tức. Khi Sudden Death Time hết và các tháp không có độ bền bằng nhau, trận đấu sẽ tiến vào Tie Breaker, các tháp sẽ liên tục bị rút độ bền cho đến khi có một tháp bị phá hủy và người chơi bị mất tháp sẽ thua cuộc.
Trong Clash Royale, người chơi được xếp hạng theo số lượng danh hiệu của họ. Người chơi lên cấp bằng cách đạt được điểm kinh nghiệm thông qua việc quyên góp và nâng cấp thẻ. Level cao nhất có thể đạt được là cấp 13. Khi đạt được level 13, người chơi có thể bắt đầu thu thập kinh nghiệm vàng bằng cách quyên góp và nâng cấp thẻ. Khi 1 thẻ đã đạt cấp độ 13, nhận thêm lượng thẻ của thẻ đó sẽ được chuyển thành vàng và kinh nghiệm vàng cho người chơi.
Có tổng cộng 13 đấu trường (không bao gồm Training Camp): Goblin Stadium, Bone Pit, Barbarian Bowl, P.E.K.K.A's Playhouse, Spell Valley, Builder's Workshop, Royal Arena, Frozen Peak, Jungle Arena, Hog Mountain, Electro Valley, Spooky Town, và Legendary Arena, mỗi đấu trường tương ứng với một phạm vi trophies nhất định, và sẽ mở khóa để có thể thu thập 1 lượng thẻ chỉ định. Một người chơi đạt đến giải đấu (Legendary Arena) sau khi vượt qua 4000 trophies.
Là trò chơi miễn phí, có tính năng mua in-app, Clash Royale cho người chơi khả năng mua "đá quý" (Gems) và "vàng" (Gold) trong các cửa hàng sử dụng tiền thực tế. "Đá quý" và "vàng" có thể được sử dụng để mua rương và thẻ từ cửa hàng. Khi một người chơi thắng một trận chiến, người đó có thể có được một "Rương" (Chest) theo chu kỳ 240 rương (có thể kiểm tra tiến trình nhận rương thông qua Stat Royale). Rương mất đá quý hoặc một lượng thời gian nhất định để mở khóa: Rương Bạc (Silver Chest) mất 3 giờ để mở khóa, Rương Vàng (Golden Chest) mất 8 giờ, Rương Khổng Lồ (Giant Chest) mất 12 giờ, Rương Ma Thuật (Magical Chest) mất 12 giờ, và Rương Sấm Sét Siêu Cấp (Mega Lightning Chest) mất 24 giờ. Ngoài ra còn có Rương Quý Hiếm (Epic Chest) mất 12 giờ, và Rương Huyền Thoại (Legendary Chest) mất 1 ngày. Riêng những rương được mua bằng đá quý và vàng không mất thời gian mở. Đá quý có thể được sử dụng để mở khóa rương ngay lập tức. Rương thông thường sẽ chứa thẻ, vàng. Rương của các Arena khác nhau chứa số hoặc các loại thẻ khác nhau. Khi người chơi có một số lượng thẻ nhất định của một quân bài, họ có thể nâng cấp nó để tăng chỉ số của nó. Người chơi có thể nắm giữ tối đa 4 rương cùng một lúc; để có chỗ cho rương mới thì rương cũ sẽ cần phải được mở. Cứ 24 giờ, người chơi cũng có cơ hội để nhận được một rương Vương Miện bằng cách kiếm được 10 "vương miện" từ trận chiến. Chỉ rương miễn phí, rương được mua và rương Vương Miện đều được mở khóa ngay lập tức và rương Vương Miện là rương duy nhất chứa đá quý.

### Thẻ
Các đơn vị, tòa nhà và phép thuật có thể chơi được thể hiện dưới dạng thẻ. Trước mỗi trận chiến (ngoại trừ trận chiến đầu tiên trong trại huấn luyện), người chơi xây dựng một cỗ bài tám lá bài mà họ dùng để tấn công và phòng thủ chống lại lá bài của đối phương. Khi bắt đầu mỗi trận đấu, cả hai người chơi bắt đầu với bốn lá bài được chọn ngẫu nhiên từ bộ bài tám của họ.
Mỗi thẻ chi phí một số elixir nhất định để chơi. Người chơi bắt đầu trận đấu với 5 điểm Elixir (0 trong chế độ Double và Triple Elixir), và một điểm elixir được bổ sung sau 2,8 giây (hoặc 1,4 giây trong 60 giây cuối cùng của trò chơi và thêm giờ, và 0,9 giây trong Triple Elixir), với tối đa 10 điểm elixir. Khi một thẻ được chơi, một lá bài mới sẽ tự động được rút ra từ cỗ bài tám lá bài của người chơi.
Clash Royale ra mắt lần đầu tiên với 42 lá bài, có 14 lá bài cho mỗi trong số ba loại hiếm có tồn tại vào thời điểm đó: Common, Rare, and Epic. Bản cập nhật đầu tiên cho trò chơi đã thêm một loại thẻ mới: Legendary với việc giới thiệu hai thẻ Legendary mới cho trò chơi. Tính đến tháng 12 năm 2020, có 102 thẻ trong trò chơi, đến trong bốn độ hiếm: Common, Rare, Epic, và Legendary. Bản cập nhật tháng 9 năm 2018 đã thay đổi mức thẻ để không làm người chơi nhầm lẫn. Tất cả các thẻ bây giờ là ở cấp 13, với các mở khóa Common bắt đầu ở cấp 1, Rare mở khóa bắt đầu ở cấp 3, thẻ Epic ở cấp 6 và thẻ Legendary ở cấp 9. Giải đấu tiêu chuẩn đã được đổi thành cấp 9 cho tất cả các thẻ. Các lá bài trong Clash Royale cũng có nhiều loại khác nhau: Troops, Defensive Buildings, Spawning Buildings, Spells, và Spawners.
Vào hè 2018 (bản cập nhật tháng 6), các emote đã được thêm vào, người chơi có thể sử dụng tới tám emotes. Người chơi có thể chọn bất kỳ tám emotes từ bộ sưu tập emote của họ. Người chơi phải thu thập emotes của họ từ cửa hàng hoặc sự kiện (không bao gồm 4 emotes King được miễn phí).
Thẻ Trao đổi đã được giới thiệu trong bản cập nhật tháng 9 năm 2018. Chúng có thể được sử dụng để giao dịch các thẻ Common, Rare, Epic và Legendary với những người bạn cùng phe để người chơi có thể nhận được nhiều thẻ hơn mà họ cần và cho đi các thẻ họ không cần thiết. Chúng có thể nhận từ những thử thách của sự kiện và được mua từ Cửa hàng.

### Clans
Từ cấp độ 1, người chơi có thể thành lập và gia nhập clan. Thành viên Clan có thể tham gia vào các trận chiến giao hữu 1v1 hoặc 2v2 với nhau, kết quả của trận đấu không ảnh hưởng đến danh hiệu hoặc rương. Các tính năng chiến đấu thân thiện cho phép các thành viên khác trong clan xem trực tiếp trận đấu của bạn. Thành viên Clan cũng có thể quyên góp hoặc yêu cầu thẻ từ một người khác bắt đầu từ cấp 3. Tham gia một clan cho phép bạn tham gia vào Clan Wars (nơi bạn chiến đấu với những clan khác) mở khóa lv 8.

### Clan Wars
Trong bản cập nhật ngày 25 tháng 4 năm 2018, tính năng Clan Wars mới đã được thêm vào. Clan Wars bao gồm 5 clan tấn công các clan khác để nhận phần thưởng tốt hơn dưới dạng các rương đặc biệt. Clan Wars được chia ra 2 ngày: Collection Day và Wars Day. Clan có nhiều chiến thắng nhất sẽ giành chiến thắng. Người chơi sẽ nhận được một chiến binh Clan trong một mùa 14 ngày. Clan Chests cũng bị loại bỏ trong bản cập nhật và thay thế bằng các hòm Clan War mới.Vào ngày 30/8/2020,hội chiến 2 được tung vào trong bản cập nhật mới của Supercell với nhiều tính năng, cách chơi mới đầy thú vị.

### Giải đấu
Vào tháng 7 năm 2016, Supercell đã giới thiệu một tính năng Tournament mới. Các trận đấu tương tự như các trận đấu bình thường, nhưng các lá bài được hạ xuống để commons là cấp 9, rares là cấp 7, epic là cấp 4, thẻ Legendary là cấp 1 và hiện nay tất cả lá bài đều được đưa về cấp 9. Tính năng này được mở khóa ở Cấp 5, nhưng chỉ có thể chơi ở cấp độ 8. Giải đấu chỉ có thể được tạo ra bằng cách sử dụng đá quý, và người tạo ra giải đấu có thể thiết lập hạn chế người chơi bằng mật mã, hoặc không giới hạn người chơi bằng chế độ mở. Dựa trên hiệu suất giải đấu, người chơi được thưởng với rương giải đấu. Cũng như các giải đấu, có hai loại Thách thức Chiến thắng, trong đó mục tiêu là giành chiến thắng 12 lần trong khi thua không quá ba lần. Một cuộc thi Grand Challenge có giá 100 viên đá quý, và chi phí Classic Challenge là 10 viên đá quý. Bạn sẽ hoàn thành thách thức khi nhận được 12 chiến thắng. Classic Challenge cung cấp cho bạn 2.000 vàng và 100 thẻ khi hoàn thành. Grand Challenge sẽ cung cấp cho bạn 20.000 vàng và 1100 thẻ.. Supercell cũng đã thêm nhiều thách thức sự kiện khác nhau, trong một khoảng thời gian giới hạn, thêm các tính năng đặc biệt vào trận đánh hoặc cho phép người chơi nhận thẻ đặc biệt. Những thách thức sự kiện này cũng có thể được chơi trong Trận đấu thân thiện. Bản cập nhật tháng 10 năm 2017, người chơi sẽ không còn được hoàn lại đá quý nếu không có trận đấu diễn ra trong các giải đấu do họ lập ra.

### Leagues
Vào tháng 3 năm 2017, "Giải đấu" đã được thêm vào trò chơi. Một khi đã vượt qua 4000 trophies, người chơi được xếp vào 1 trong 9 giải đấu khác nhau, từ Challenger I đến Ultimate Champion. Vào cuối mỗi mùa, người chơi nhận được phần thưởng dựa trên giải đấu cao nhất đạt được trong mùa giải đó. Sau khi mùa giải kết thúc, người chơi được đặt lại một nửa số danh hiệu mà họ đã đạt được trên 4000 danh hiệu. Vì vậy, nếu họ đạt 6400, họ sẽ được đặt lại thành 5200 danh hiệu vào cuối mùa giải. Một tính năng khác đã được giới thiệu là Clan Battles. Hai người chơi chiến đấu cạnh nhau với một thành viên khác trong bang hội của họ đối đầu với hai đối thủ khác từ một bang hội khác. Đây là bản cập nhật đầu tiên bao gồm một chế độ trò chơi mới. Kể từ tháng 11 năm 2018, các trận chiến bang hội đã được chuyển thành các cuộc chiến bang hội như các trận chiến 2v2.

### Quests
Nhiệm vụ  đã được thêm vào trong bản cập nhật tháng 10 năm 2017 dưới dạng tập hợp thành tích mà một số người chơi phải hoàn thành một số nhiệm vụ nhất định để nhận phần thưởng. Phần Nhiệm vụ cũng bao gồm phần thưởng miễn phí được trao cho người chơi cứ sau 4 giờ,tính đến tháng 2/2021 là 7 giờ tối đa ba lần một ngày. Điều này đã được thêm vào khi các nhà phát triển quyết định loại bỏ các rương miễn phí độc lập khỏi trò chơi.Sau gần 3 năm vào bản cập nhật, Quest đã bị loại bỏ.

## Phát hành
Clash Royale được phát hành trước tại Canada, Hong Kong, Australia, Thụy Điển, Na Uy, Đan Mạch, Iceland, Phần Lan và New Zealand vào ngày 4 tháng 1 năm 2016 trên hệ điều hành iOS. Phiên bản Android cũng được phát hành trước tại các quốc gia trên vào ngày 16 tháng 2 năm 2016. Cả hai phiên bản phát hành toàn cầu vào ngày 2 tháng 3 năm 2016.

## Đón nhận
Trò chơi này được nhiều review tích cực. Eli Hodapp của TouchArcade gọi trò chơi này là "tuyệt đối ấn tượng" trong bài review năm sao của mình. Harry Slater của Pocket Gamer đã quyết định cho trò chơi số điểm là 9/10, với tóm tắt "Trò chơi đem lại vô số niềm vui bổ ích, đôi khi nó cũng rất căng thẳng và có nội dung phong phú làm bạn bận rộn vài tuần nếu không muốn nói là vài tháng."
Trò chơi cũng bị chỉ trích rộng rãi vì mô hình kinh doanh kiếm tiền của nó, trò chơi này khuyến khích người chơi dùng tiền để mua tiền ảo trong game mỗi khi tức giận.